# 토기안마카크
토기안마카크 또는 토기안검은마카크, 토기안원숭이(Macaca tonkeana)는 긴꼬리원숭이과에 속하는 마카크의 일종이다. 인도네시아 술라웨시 중부와 인근 토기안 섬에 고유종으로 서식한다. 서식지 감소로 위협받고 있다. 술라웨시 중부의 광범위한 채굴은 서식지 감소 문제를 악화시키는 것으로 여겨진다.
토기안마카크는 유인원과 유사한 외형을 가지고 있으며, 수컷이 암컷보다 약간 크다. 소수의 암컷 우두머리들은 비교적 관대하지만 안정적인 서열을 유지한다. 이 원숭이들은 집단 내 화합을 유지하기 위해 상당한 노력을 기울이고 갈등 해결에도 매우 능숙하다. 그러나 이러한 평화는 외부 무리에는 적용되지 않는다. 두 토기안마카크 무리가 서로 마주치면 심각한 갈등이 발생할 수 있다.